# Bodo (Nigeria)
Koordinaten: 4° 38′ N, 7° 16′ O
Bodo ist ein Ort im Nigerdelta im Südosten Nigerias. Er liegt etwa 20 Kilometer südöstlich von Port Harcourt im Bundesstaat Rivers im Siedlungsgebiet der Ogoni und zählt 69.000 Einwohner. Das Städtchen selbst weist Berechnungen 2012 zufolge 6137 Einwohner auf.
Mangrovenwälder der Umgebung sind durch die teilweise jahrzehntelange Erdöl-Verseuchung im Nigerdelta verheert, die ein erheblich größeres Ausmaß hat als bei den Einzelkatastrophen der Exxon Valdez und selbst der Deepwater Horizon. Fischfang und -zucht, frühere Lebensgrundlagen, sind nicht mehr möglich.